# Yeri
Kim Ye-rim (en hangul, 김예림; en hanja, 金藝琳; romanización revisada, Gim Ye-rim; McCune-Reischauer, Kim Yerim; Seúl, 5 de marzo de 1999), más conocida como Yeri, es una cantante, rapera y actriz surcoreana. Debutó como integrante de Red Velvet en 2015 con el lanzamiento de la canción «Automatic».

## Biografía y carrera

### 1999-2015: Primeros años e inicios en su carrera musical
Yeri nació el 5 de marzo de 1999 en Seúl, Corea del Sur. Estudió en Hanlim Multi Art School. Tiene tres hermanas menores: Yu-rim, Ye-eun y Chae-eun.
Hizo una audición para SM Entertainment en 2011 y fue aceptada en el mismo año. En agosto de 2014, apareció en el videoclip de «Happiness», canción debut de Red Velvet, junto a Lami, Herin, Hina y Koeun de SM Rookies, antes de debutar como integrante del grupo. Se presentó en el SM Town Live World Tour IV, junto con algunas integrantes de SM Rookies, donde interpretaron las canciones «Violet Fragance» y «No No No No No».
El 11 de marzo de 2015, debutó como integrante de Red Velvet con el lanzamiento del miniálbum Ice Cream Cake, bajo el seudónimo de Yeri. Un mes después, junto a Chen de EXO, fue la presentadora de un episodio especial de Show! Music Core de MBC, ambos suplantando a la actriz Kim So-hyun y Zico de Block B, siendo, Yeri, más tarde la presentadora fija con N de VIXX y Minho de SHINee, hasta noviembre del mismo año.

### 2016-presente: Debut y actividades en solitario
Desde el 11 al 19 de mayo de 2016, Yeri fue la presentadora de The Visible SM, junto con Leeteuk de Super Junior y Kim Jung-mo de TRAX. En julio del mismo año, protagonizó el videoclip «Way Back Home» de J-Min y Shim Eun-jee, que fue lanzado como parte del proyecto SM Station. 

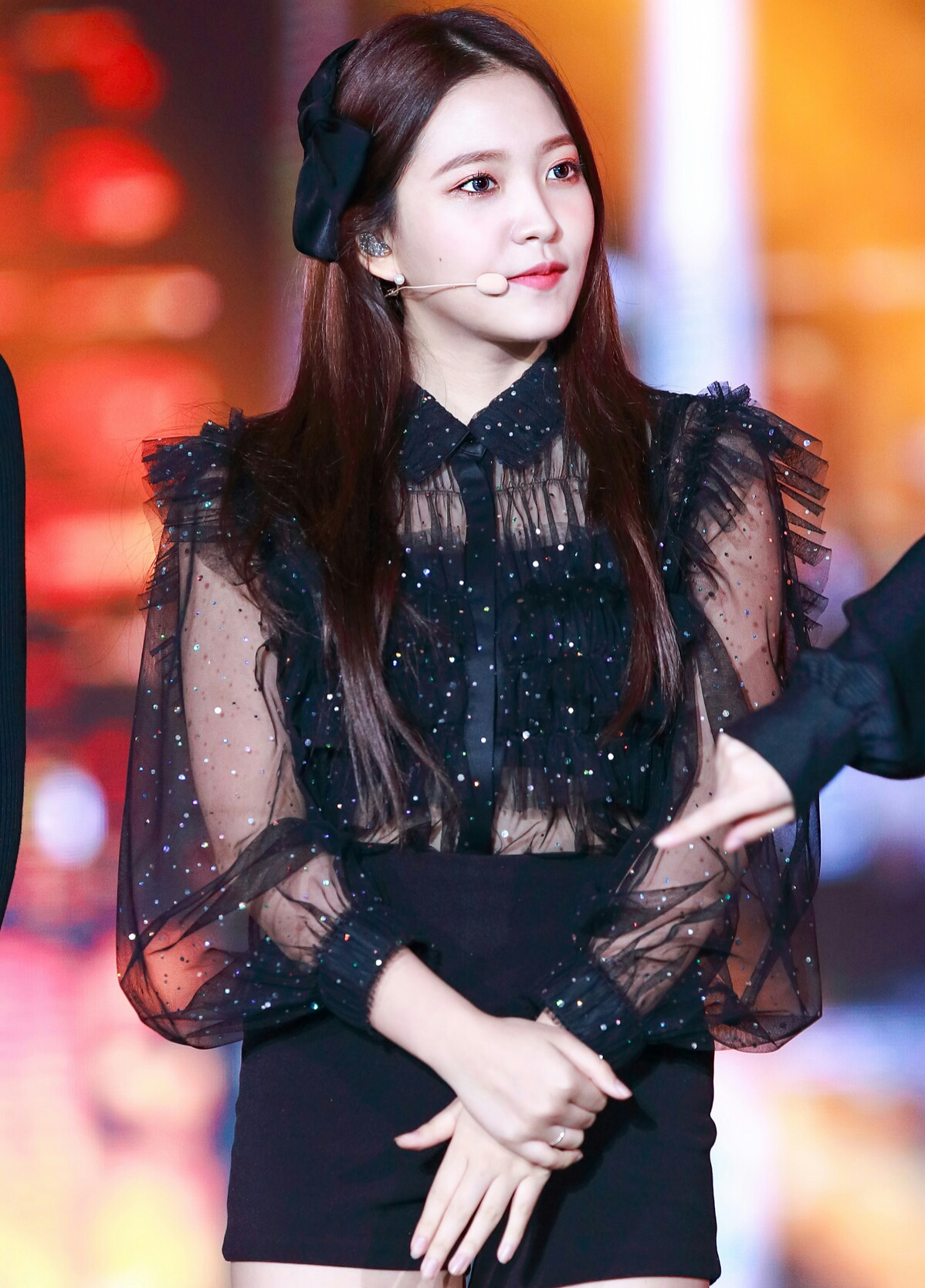
Yeri en Korea Music Festival en octubre de 2017.

 El 10 de octubre, Yeri y su compañera Seulgi tuvieron un accidente de camino a su dormitorio. Luego, la compañía emitió un comunicado en el que las dos suspenderían sus actividades con el grupo para que pudieran tomar un descanso. El 26 de diciembre, su estado de salud mejoró y volvió a trabajar con el grupo. Un año más tarde, el cantante Ragoon publicó su miniálbum 's Talking, junto al sencillo «Story», el cual fue escrito y producido por Yeri.
En abril de 2018, fue confirmada como miembro del nuevo programa Secret Unnie, junto con Han Cha-yang. El 13 de diciembre, Yeri, junto con Renjun, Jeno y Jaemin de NCT U, colaboraron en la canción «Hair in the Air» para SM Station.
El 14 de marzo de 2019, lanzó su primera canción como solista titulada «Dear Diary», para el mismo proyecto. En el mismo mes, Yeri fue confirmada como parte del elenco de Law of the Jungle in Thailand. En mayo, apareció como invitada en la canción «Tuesday is better than Monday» de la rapera Giant Pink.
El 8 de junio de 2020, el primer episodio del programa de variedades de Yeri, Yeri's Room, se emitió a través del canal de YouTube Dum Dum Studio. Los nuevos episodios del programa se transmitieron todos los lunes y miércoles, con clips especiales subidos todos los viernes. La invitada en el primer episodio fue la amiga de Yeri e intefrante de Twice, Nayeon. El 24 de julio, Yeri participó en NCSOFT Fever 2020 Cool Summer Project y lanzó un remake de «Woman On The Beach» de Cool, una colaboración con Jeon Woong de AB6IX  y Ravi de VIXX. El 7 de agosto, se lanzó el tercer remake del proyecto, titulado «Sorrow». Yeri apareció en el vídeo musical junto con Ravi y Kim Woo-seok de Up10tion.
En febrero de 2021, Yeri participó en el drama Drama Stage de tvN en el episodio titulado «Mint Condition». El 7 de abril, Yeri fue elegida como protagonista del próximo drama web Blue Birthday.

## Otras actividades

### Anuncios
Además de los anuncios grupales con Red Velvet, Yeri en enero de 2020 lanzó su propia colección de labiales con la nueva marca de maquillaje Notre Colette. En julio del mismo año, AprilSkin Korea anunció a Yeri como la nueva modelo de la marca. Eligieron a Yeri por su «imagen sensual y moderna» que encajaba bien con el concepto de la misma.

### Filantropía
En febrero de 2020, Yeri donó 10 millones de wones para el Community Chest of Korea para ayudar a apoyar a los afectados por la pandemia de COVID-19 en Corea del Sur. El 5 de marzo de 2021, Yeri donó otros 10 millones de wones a Baby Box de la comunidad de Jusarang para ayudar a las familias de madres solteras y a los bebés «baby box».

## Discografía

### Como artista principal
| Título                  | Año  | Mejores posiciones | Ventas | Álbum               |
| Título                  | Año  | COR                | Ventas | Álbum               |
| ----------------------- | ---- | ------------------ | ------ | ------------------- |
| «Dear Diary» (스물에게) | 2019 | 200                | N/A    | SM Station Season 3 |

### Como artista invitada
| Título                                                                                 | Año  | Mejores posiciones | Ventas | Álbum     |
| Título                                                                                 | Año  | COR                | Ventas | Álbum     |
| -------------------------------------------------------------------------------------- | ---- | ------------------ | ------ | --------- |
| «Dear Diary» (con Tuesday Over Monday)                                                 | 2019 | —                  | N/A    | Sin álbum |
| «–» indica que el lanzamiento no se posicionó en la lista o no se lanzó en esa región. |      |                    |        |           |

### Colaboraciones
| Título                                                                                 | Año  | Mejores posiciones | Ventas | Álbum                                  |
| Título                                                                                 | Año  | COR                | Ventas | Álbum                                  |
| -------------------------------------------------------------------------------------- | ---- | ------------------ | ------ | -------------------------------------- |
| «Hair in the Air» (con Renjun, Jeno y Jaemin de NCT)                                   | 2018 | —                  | N/A    | SM Station Season 3                    |
| «I Will Be Your Warmth» (너의 온기가 되어줄게) (con Babylon)                           | 2019 | —                  | N/A    | Sin álbum                              |
| «Woman on the Beach» (해변의 여인) (con Ravi de VIXX y Jeon Woong de AB6IX)            | 2020 | —                  | N/A    | Fever Music 2020 - Cool Summer Project |
| «Sorrow» (애상) (con Ravi y Kim Woo-seok de Up10tion)                                  | 2020 | —                  | N/A    | Fever Music 2020 - Cool Summer Project |
| «–» indica que el lanzamiento no se posicionó en la lista o no se lanzó en esa región. |      |                    |        |                                        |

### Bandas sonoras
| Título                                                                                 | Año  | Mejores posiciones | Ventas | Álbum                    |
| Título                                                                                 | Año  | COR                | Ventas | Álbum                    |
| -------------------------------------------------------------------------------------- | ---- | ------------------ | ------ | ------------------------ |
| «It's You» (Yeri ver.)                                                                 | 2021 | —                  | N/A    | Blue Birthday OST Part 4 |
| «–» indica que el lanzamiento no se posicionó en la lista o no se lanzó en esa región. |      |                    |        |                          |

### Composiciones
| Canción                                        | Año  | Álbum               | Artista                            | Letras     | Letras | Composición | Composición |
| Canción                                        | Año  | Álbum               | Artista                            | Acreditada | Con    | Acreditada  | Con         |
| ---------------------------------------------- | ---- | ------------------- | ---------------------------------- | ---------- | ------ | ----------- | ----------- |
| «Story» (이야기)                               | 2017 | s Talking           | Ragoon                             | Yes        | —      | Yes         | —           |
| «1000»                                         | 2018 | Sin álbum           | Ella misma                         | Yes        | —      | Yes         | —           |
| «Dear Diary» (스물에게)                        | 2019 | SM Station Season 3 | Ella misma                         | Yes        | —      | No          | —           |
| «Close To Me (Red Velvet Remix)»               | 2019 | Sin álbum           | Ellie Goulding, Diplo y Red Velvet | Yes        | —      | No          | —           |
| «I Will Be Your Warmth» (너의 온기가 되어줄게) | 2019 | Sin álbum           | Babylon y Yeri                     | Yes        | —      | Yes         | —           |

## Filmografía

### Películas
| Año  | Título            | Papel      | Nota(s)                        | Ref.   |
| ---- | ----------------- | ---------- | ------------------------------ | ------ |
| 2015 | SMTown: The Stage | Ella misma | Película documental de SM Town | [ 30 ] |
| 2020 | Trolls World Tour | Kim-Petit  | Película animada               | [ 31 ] |

### Dramas
| Año  | Título        | Plataforma | Papel     | Ref.   |
| ---- | ------------- | ---------- | --------- | ------ |
| 2021 | Blue Birthday | Naver TV   | Oh Ha-rin | [ 32 ] |

### Programas de televisión
| Año  | Título                                    | Cadena        | Nota(s)                                               |
| ---- | ----------------------------------------- | ------------- | ----------------------------------------------------- |
| 2014 | Hello Counselor                           | KBS2          | Aparición en el episodio 188                          |
| 2015 | Star King                                 | SBS           | Con Seulgi y Joy en el episodio 407                   |
| 2015 | Show! Music Core                          | MBC           | Como presentadora con Chen                            |
| 2015 | Hello Counselor                           | KBS2          | Con Joy, Baekhyun, Chen y Chanyeol en el episodio 220 |
| 2016 | The Visible SM                            | Naver TV Cast | Presentadora con Leeteuk y Kim Jung-mo                |
| 2017 | Empty The Convenience Store               | tVN           | Con Irene y Joy en el episodio 2                      |
| 2017 | M! Countdown                              | Mnet          | Presentadora con Seulgi                               |
| 2017 | M! Countdown                              | Mnet          | Presentadora con Joy                                  |
| 2018 | M! Countdown                              | Mnet          | Presentadora con B.I y Bobby                          |
| 2019 | Law of the Jungle in Lost Jungle & Island | SBS           | Miembro del elenco                                    |

### Apariciones en vídeos musicales
| Año  | Título                      | Artista    | Vídeo   | Notas                       |
| ---- | --------------------------- | ---------- | ------- | --------------------------- |
| 2014 | «Happiness»                 | Red Velvet | YouTube | Aparición antes de su debut |
| 2016 | «집 앞에서 (Way Back Home)» | J-Min      | YouTube | Canción para SM Station     |